# Korpo hembygdsmuseum
Korpo hembygdsmuseum är ett finländskt lokalhistoriskt museum i Korpo i Finland. Museet som förvaltas av Korpo hembygdsförening är beläget 800 meter från Korpo centrum.

## Museiområdet
På den lummiga gården finns ett tiotal byggnader som alla är flyttade till hembygdsgården från olika delar av Korpo. Det finns bland annat en fiskebod nere vid museets strand. Till museets samlingarna hör donerade bruksföremål, möbler samt kläder från bygden. Förutom allmogemiljöer från olika tidsepoker presenteras även en gammal bybutik.